# Jarabe tapatío

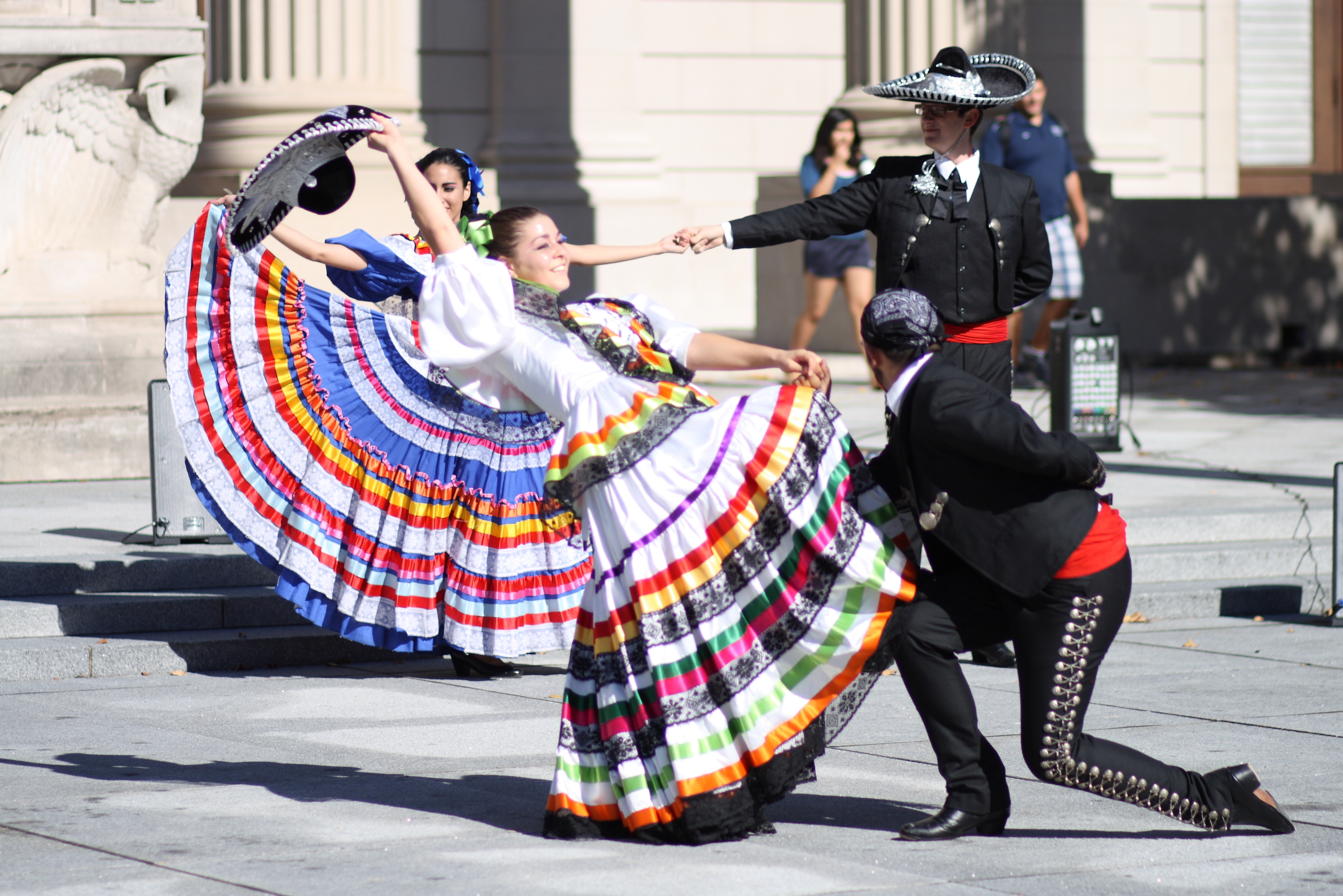

A jarabe tapatío az egyik legismertebb mexikói tánc. Neve az arab saráb (شراب) szóból származik, amelynek jelentése „fűkeverék”, a tapatío melléknév pedig arra utal, hogy a tánc Jalisco állam fővárosából, Guadalajarából ered. Emellett ismert még „mexikói kalapos tánc” néven is.

## Története
A spanyol gyökerekkel rendelkező táncot Új-Spanyolországban a 19. század elején éppen a spanyol gyarmatosítók találták kifogásolhatónak, ugyanis szerintük, bár a táncospár két tagja szinte végig nem is érintkezik egymással, még így is túl erős szexuális jellege van. Emiatt be is tiltották, ám ez csak növelte a népszerűségét, mert ez az időszak éppen egybeesett a mexikói függetlenségi törekvések terjedésével, és a tiltástól kezdve ezt a táncot is sokan egyfajta „spanyolellenes lázadásként” és szabadságuk kifejezéseként élték meg. A függetlenség 1821-es elnyerése után pedig már nem lázadó, hanem nemzeti szimbólumként lett egyre népszerűbb. A 20. század elején kitört forradalomban már a nemzeti egység jelképeként értékelték, többek között azért is, mert ekkora a jarabe már az ország számos régiójából származó elemeket is magába olvasztott. Nemzetközi hírnevének elterjedésében nagy szerepet játszott, hogy a világhírű orosz táncosnő, Anna Pavlovna Pavlova 1919-ben megismerte, megszerette, majd saját repertoárjába illesztette a jarabét.

## A tánc
A mai változatában körülbelül két–két és fél perc alatt előadott tánc a férfi udvarlását jelképezi, ahogy a nő sokáig visszautasítja, de a végén enged a kitartó férfinak. A tánc körülbelül kétharmad részéig a táncospár két tagja nem is érintkezik egymással, a férfi hátrakulcsolt kézzel táncol, a nő bő szoknyájába kapaszkodik és folyamatosan lobogtatja azt, mialatt mindketten ide-oda mozognak, hol közelítve egymáshoz, hol kissé eltávolodva. Egy pillanatban azonban a férfi földre hajítja kalapját, amiért a nő lehajol, eközben pedig a férfi egyik lábát átlendíti a nő felett. A nő (immár a kalappal a kezében) végre engedi magát megérinteni, így ezután egy rövid ideig még kézenfogva táncolnak, majd a tánc végén a férfi féltérdre ereszkedik, a nő pedig egyik lábát felteszi a férfi térdére.

## Ruházat
A nő általában a pueblai eredetű, úgynevezett china poblana ruhában járja a táncot: ez blúzból és színes, hosszú és bő szoknyából áll, és valószínűleg az 1800-as évek közepének szolgálólányi ruházatából alakult ki, bár van olyan legenda is, miszerint egy Indiából elrabolt, majd Mexikóban rabszolgaként tartott hercegnő színes ruhája adta hozzá az ötletet. A férfiak charro-típusú öltözete hagyományosan sötét, többnyire fekete színű, ezüstgombokkal kivarrt, viszonylag szűk ruha, amelynek elmaradhatatlan tartozéka a széles karimájú kalap.

## Képek

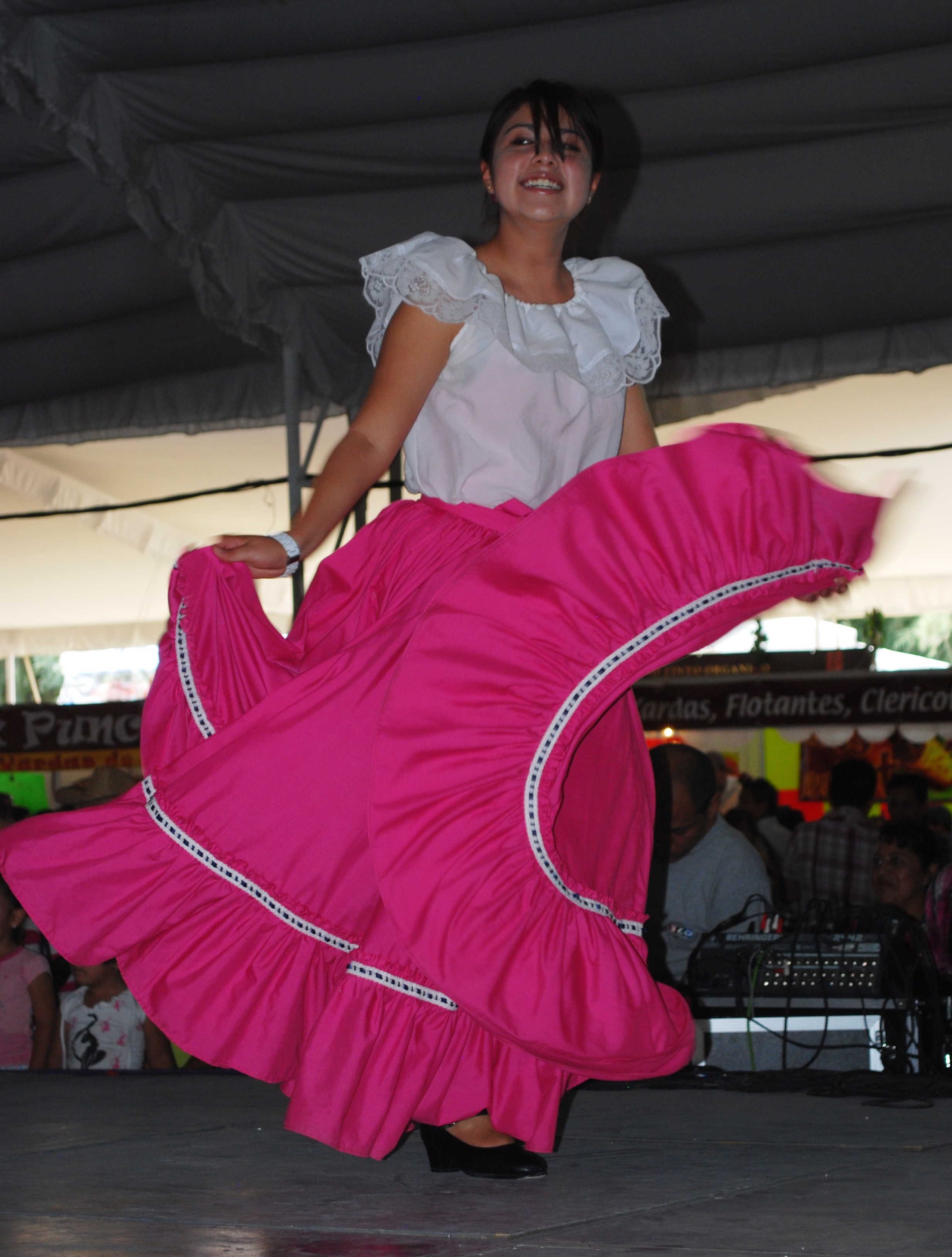
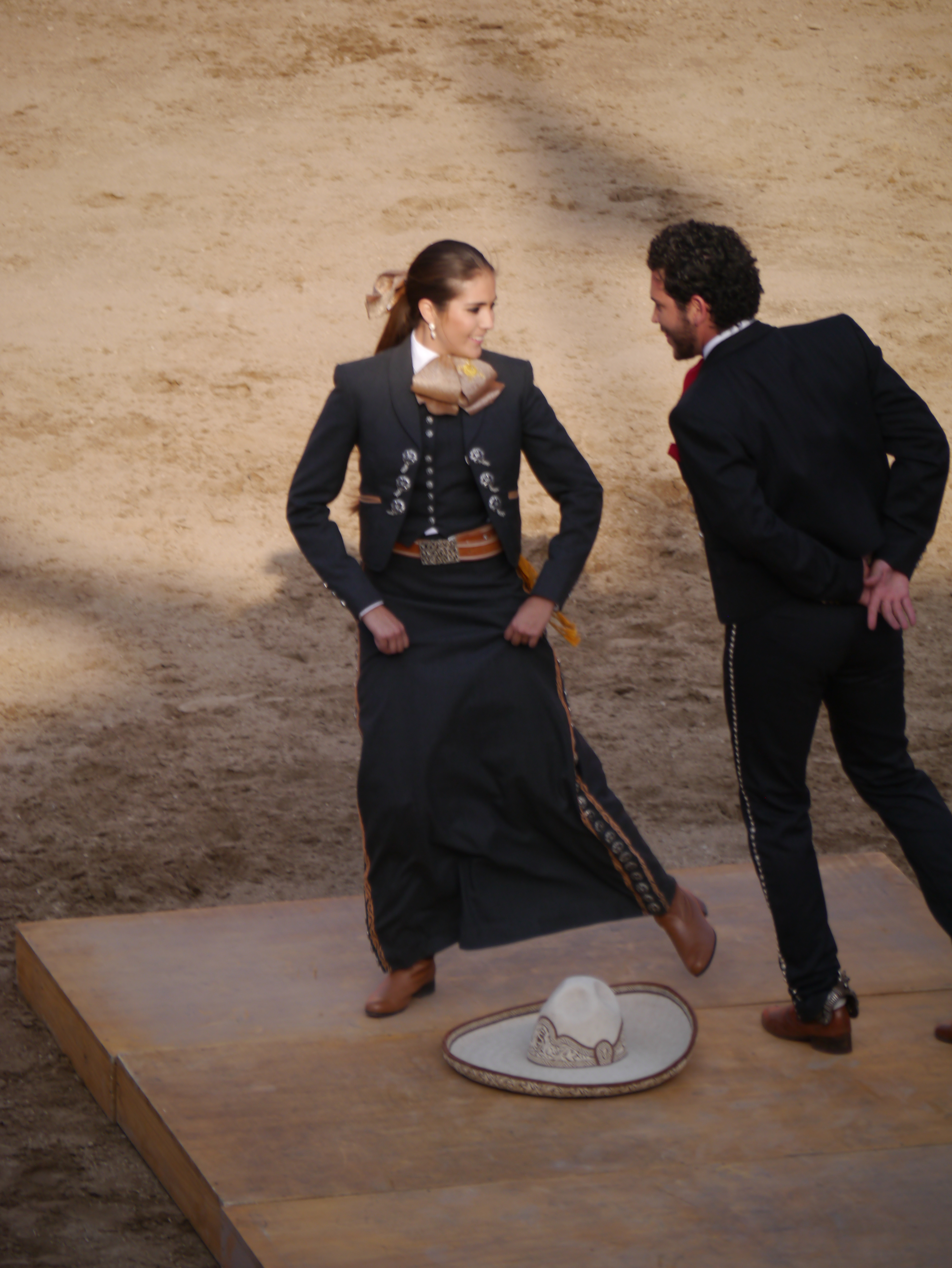
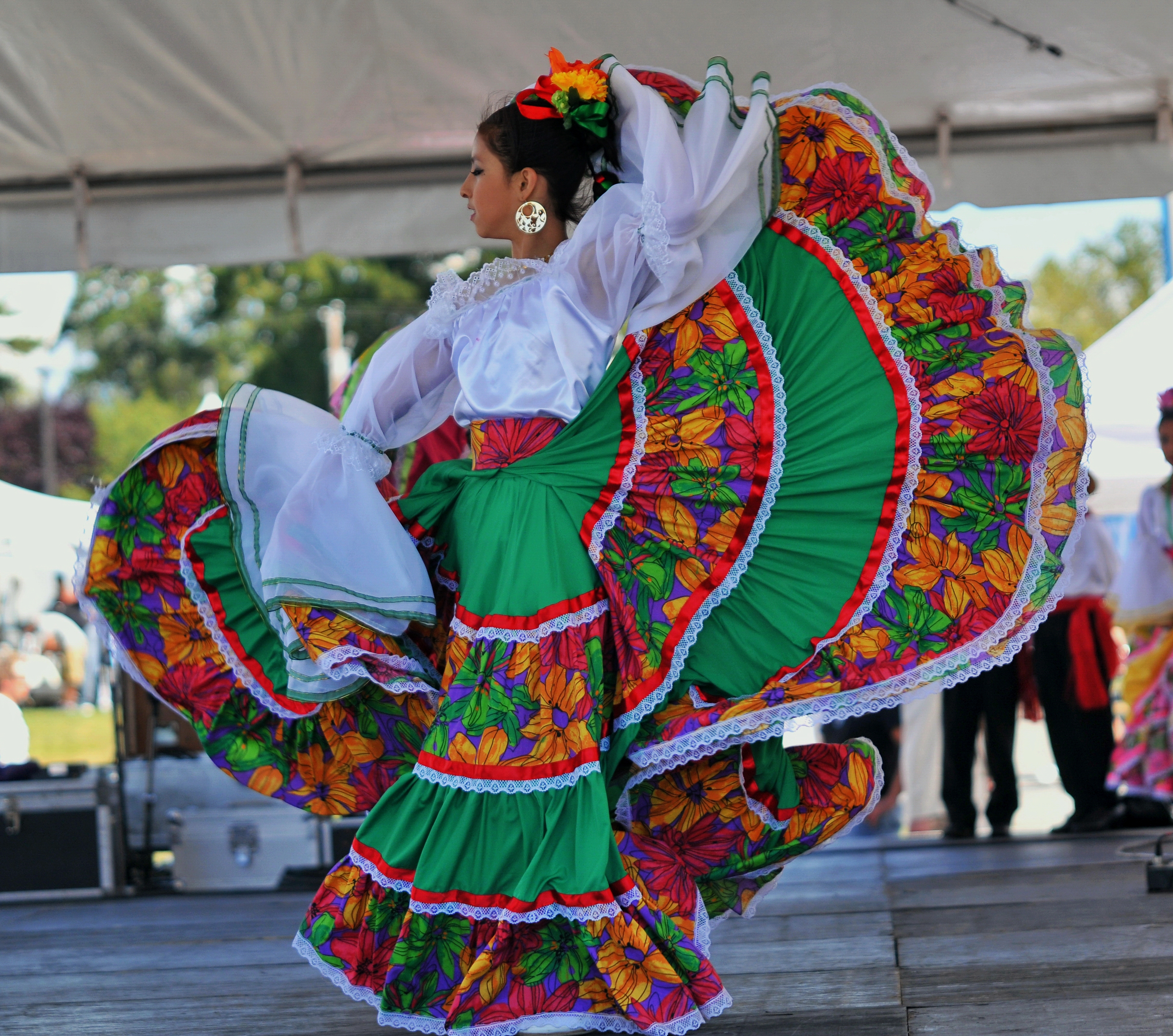
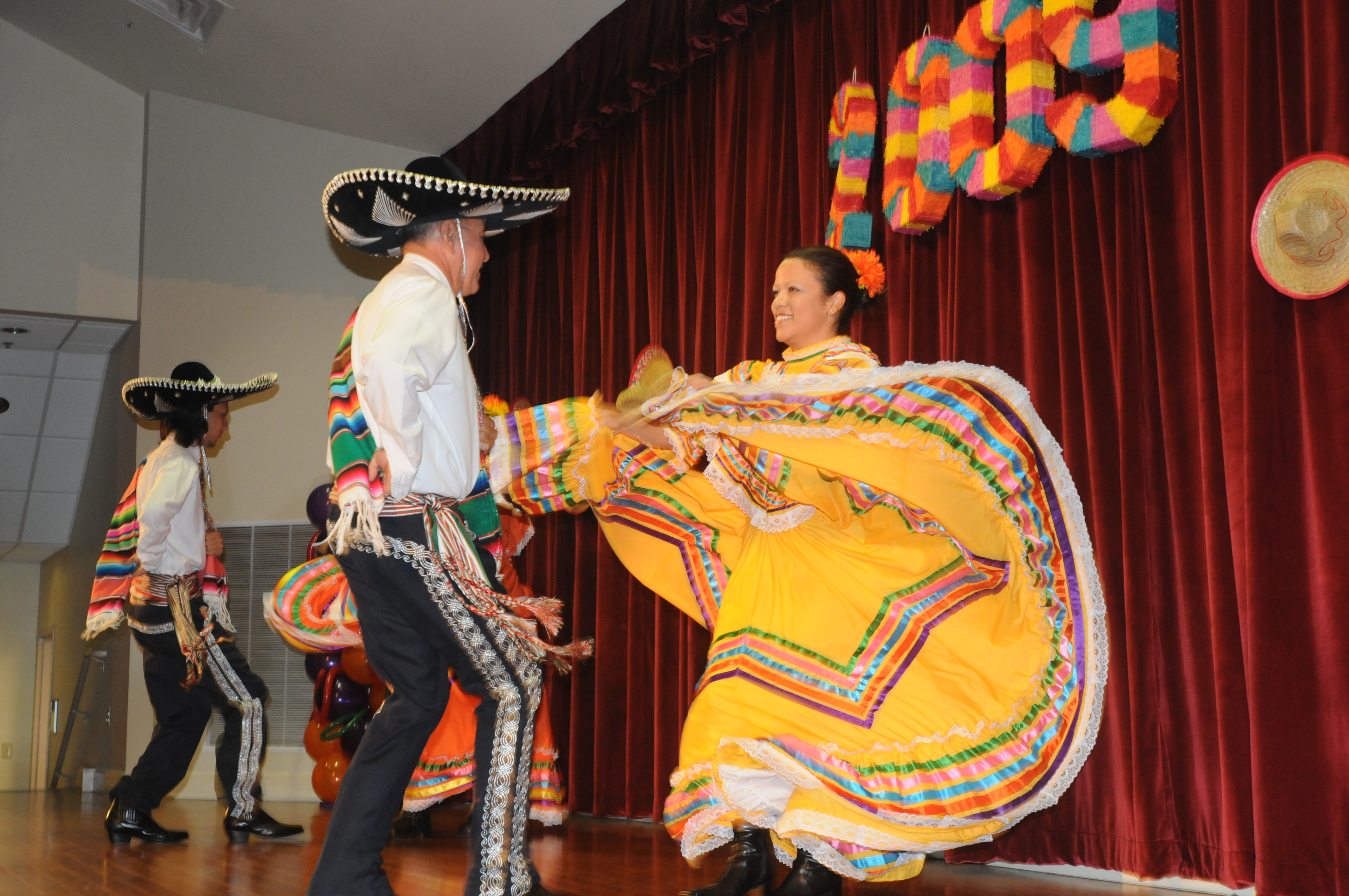
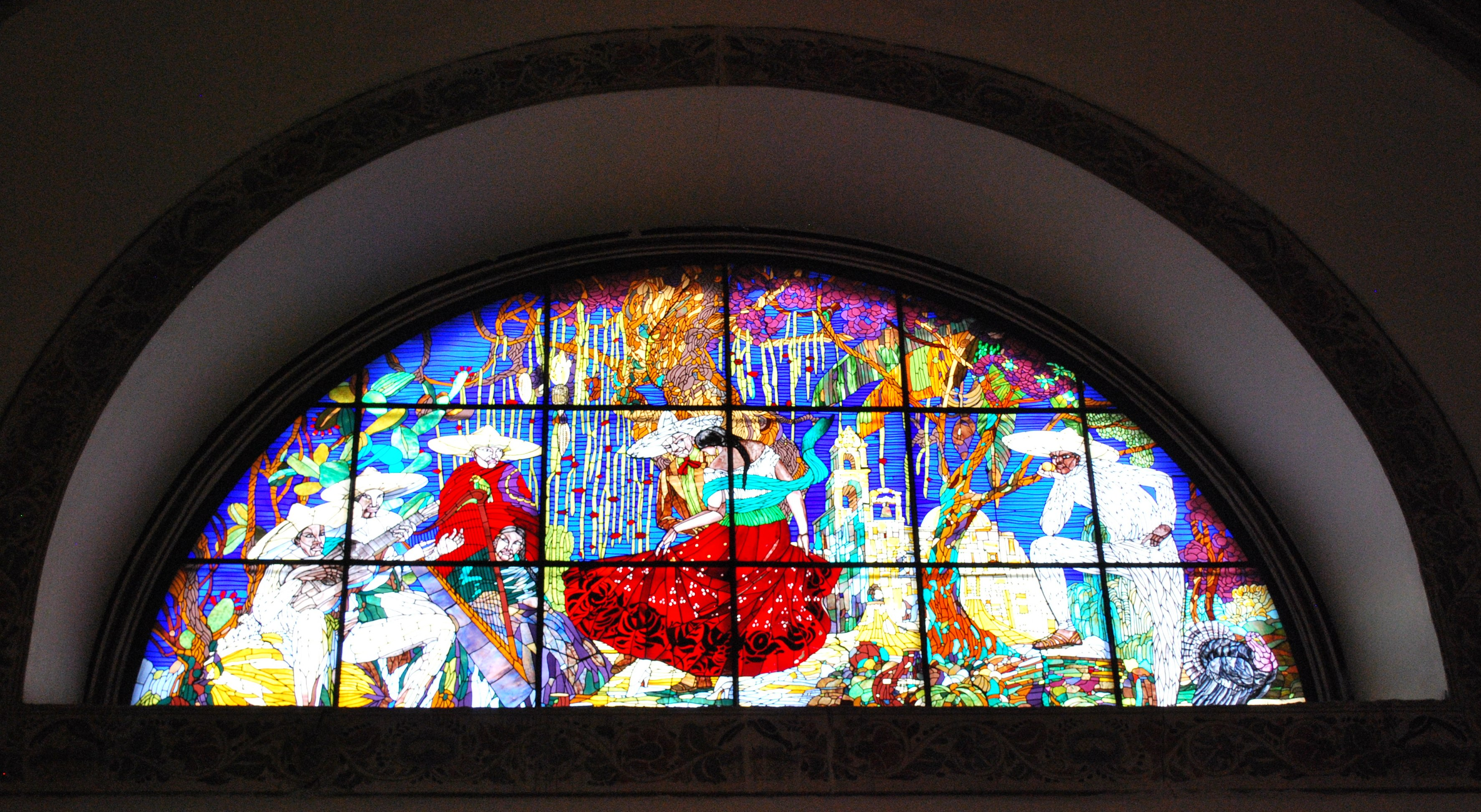